# 프라갸 자이스왈
프라갸 자이스왈(영어: Pragya Jaiswal, 1991년 1월 12일 ~ )은 인도의 배우, 모델이다.